# 2010—2011年南太平洋熱帶氣旋季
2010－11年南太平洋熱帶氣旋季，泛指在2010年7月至2011年6月內的任何時間，於南太平洋所產生的熱帶氣旋。大部份於南太平洋的熱帶氣旋通常都會於11月至4月期間形成。
本條目的範圍僅侷限於赤道以南，東經160度以東的南太平洋水域。在南太平洋產生的熱帶氣旋是由斐济和新西兰命名，而美国聯合颱風警報中心會把在該地區的熱帶低氣壓的編號以P字母作結。
以下各熱帶氣旋資訊以熱帶氣旋存在期間的最強形態為準。

## 熱帶氣旋
如果一個熱帶低氣壓在南緯0-25度，東經160度至西經120度之間增強為熱帶氣旋的話，Nadi颱風中心就會為它命名。如果一個罕有熱帶低氣壓在南緯25-40度，東經160度至西經120度之間增強為熱帶氣旋的話，威靈頓熱帶氣旋警報中心應從斐濟名字列表取名。

## 其他熱帶氣旋
除了被命名的熱帶氣旋外，還有一些沒被命名的熱帶低氣壓和被聯合颱風警報中心認為是熱帶風暴的熱帶氣旋。以下列出那些熱帶氣旋的資料。

## 內部連結
- 2010年太平洋颱風季
- 2010年太平洋颶風季
- 2010年大西洋颶風季
- 2010年北印度洋氣旋季
- 2011年太平洋颱風季
- 2011年太平洋颶風季
- 2011年大西洋颶風季
- 2011年北印度洋氣旋季
- 2010－2011年西南印度洋熱帶氣旋季
- 2010－2011年澳洲地區熱帶氣旋季

## 外部連結
- World Meteorological Organization
- Fiji Meteorological Service (RSMC Nadi)
- Meteorological Service of New Zealand (TCWC Wellington)（页面存档备份，存于）
- Joint Typhoon Warning Center (JTWC)（页面存档备份，存于）